# Anodocheilus bellitae
Anodocheilus bellitae är en skalbaggsart som beskrevs av Young 1974. Anodocheilus bellitae ingår i släktet Anodocheilus och familjen dykare. Inga underarter finns listade i Catalogue of Life.